# Polizia nazionale della Repubblica Dominicana
La Polizia nazionale dominicana (in spagnolo Policía Nacional Dominicana) è la forza di polizia nazionale della Repubblica Dominicana, la più grande del paese, ed è dipendente dal Ministero dell'interno e della polizia.
La sua funzione principale è quella di proteggere la nazione dominicana, applicare la legge secondo quanto stabilito dalla costituzione, mantenere e garantire le condizioni necessarie per le libertà e i diritti pubblici e assicurare la convivenza pacifica tra la popolazione.

## Storia
Durante l'occupazione statunitense della Repubblica Dominicana dal 1916 al 1924, le truppe statunitensi contribuirono alla fondazione della Guardia nazionale dominicana, che fungeva da polizia nazionale e agenzia di difesa e che fu il precursore dell'odierna Polizia nazionale.
Il 5 novembre 1930 il Congresso nazionale della Repubblica Dominicana promulgò la legge 14 che consentì ai leader della Repubblica Dominicana di nominare e di rimuovere dall'incarico i capi della polizia municipale. Per i successivi sei anni la Repubblica Dominicana ebbe diversi agenti di polizia municipale (locale) e guardie di polizia. La stessa forza di polizia nazionale (così come è costituita oggi) non venne ufficialmente istituita fino al 2 marzo 1936, data in cui venne approvato il decreto n. 1523 del Congresso. Con la formazione di una nuova forza di polizia nazionale, fu nominato il colonnello Miguel A. Roman a capo di essa.

## Competenze
Le competenze della Polizia nazionale, secondo un estratto al riguardo, sono stabilite dalla Costituzione della Repubblica Dominicana all'articolo 255:
- Salvaguardare la sicurezza dei cittadini;
- Prevenire e contrastare i reati;
- Perseguire i reati e svolgere le dovute indagini sotto la direzione legale dell'autorità competente;
- Mantenere l'ordine pubblico tutelando il libero esercizio dei diritti delle persone e la pacifica convivenza nel rispetto della Costituzione e delle leggi.

Le funzioni di questo organismo sono disciplinate anche dalla "legge 590-16", e secondo quest'ultima dall'articolo 5.
La Polizia nazionale ha le seguenti responsabilità:
- Tutelare la vita, l’integrità fisica e la sicurezza delle persone;
- Garantire il libero esercizio dei diritti e delle libertà;
- Prevenire atti criminali, perseguire e indagare questi sotto la direzione del Pubblico ministero;
- Preservare l'ordine pubblico;
- Garantire il rispetto della proprietà pubblica e privata;
- Fornire l'assistenza necessaria alla Magistratura, al Pubblico ministero e alle altre autorità, garantendo l'osservanza della legge e lo svolgimento dei propri compiti;
- Promuovere la convivenza civica;
- Collaborare con la comunità nell'identificazione e soluzione dei problemi di sicurezza dei cittadini, al fine di contribuire al raggiungimento della quiete pubblica.

## Polizia turistica

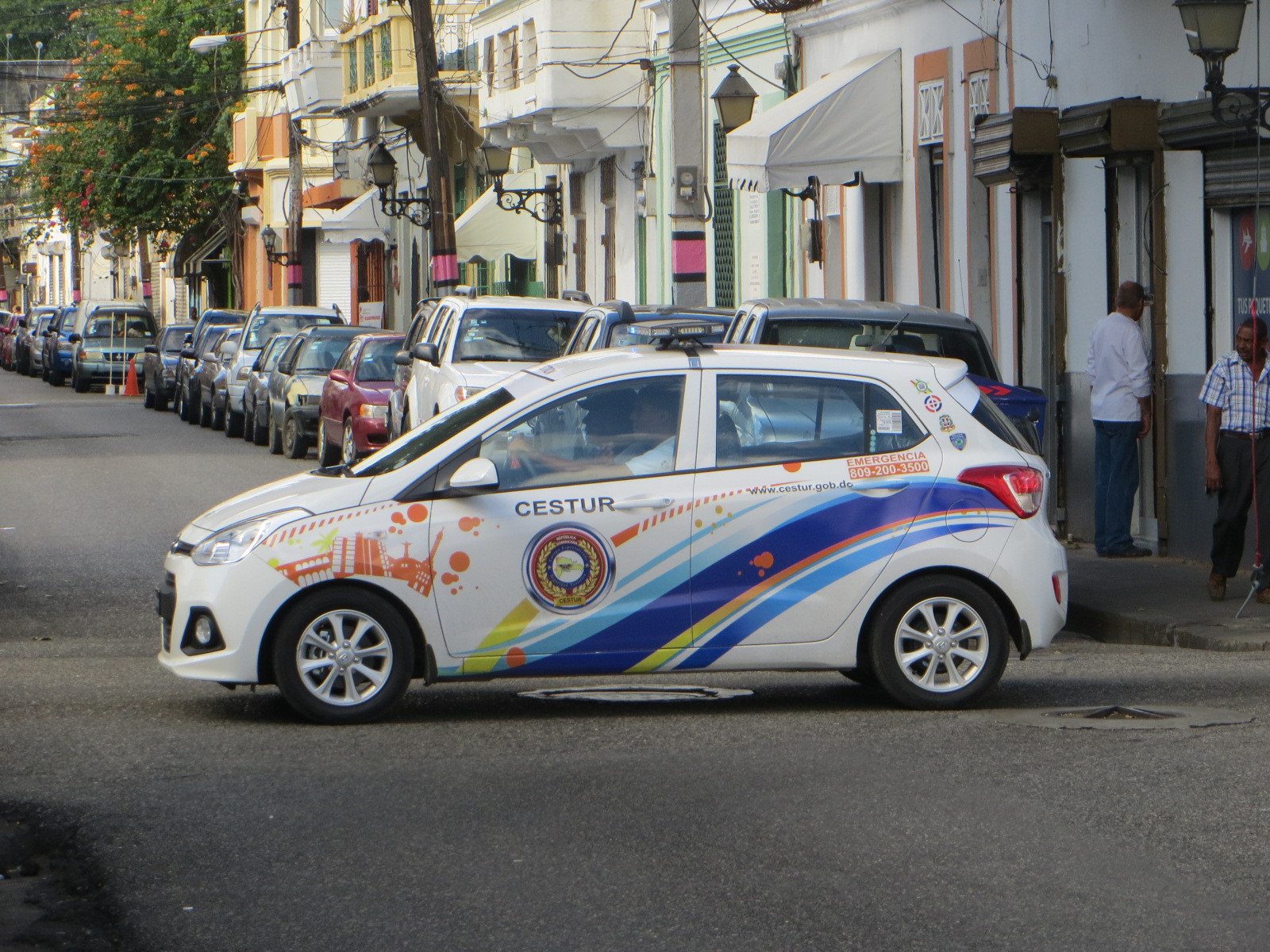
Unità del Cuerpo Especializado de Seguridad Turística (CESTUR) a Santo Domingo.

Nel 1975 la Polizia nazionale istituì un'unità speciale assegnata alle zone turistiche e agli aeroporti, a causa della popolarità del turismo e della criminalità che imperversava in queste zone. Tale unità divenne un'istituzione indipendente chiamata "Corpo specializzato di sicurezza turistica" (CESTUR), dipendente dal Ministero della difesa. Successivamente la Legge Organica della Polizia nazionale N. 590-16 istituì la "Direzione centrale della Polizia del turismo" (POLITUR) all'interno della Direzione centrale di prevenzione.

## Gradi

### Sottufficiali e truppe di polizia
| Paese                 | Truppe | Sottufficiali | Sottufficiali     | Sottufficiali | Sottufficiali |
| --------------------- | ------ | ------------- | ----------------- | ------------- | ------------- |
| Repubblica Dominicana |        |               |                   |               |               |
| Soldato               | Capo   | Sergente      | Sergente maggiore |               |               |

### Ufficiali e generali di polizia
| Paese                 | Candidato ufficiale                                                   | Ufficiali minori | Ufficiali minori | Ufficiali minori | Ufficiali superiori | Ufficiali superiori | Ufficiali superiori | Ufficiali generali  | Ufficiali generali  |  |
| --------------------- | --------------------------------------------------------------------- | ---------------- | ---------------- | ---------------- | ------------------- | ------------------- | ------------------- | ------------------- | ------------------- |  |
| Repubblica Dominicana | Estudiantecadetewikifixed                                             |                  |                  |                  |                     |                     |                     |                     |                     |  |
| Repubblica Dominicana | Allievo ufficiale                                                     | Secondo tenente  | Primo tenente    | Capitano         | Maggiore            | Tenente colonnello  | Colonnello          | Generale di brigata | Maggiore generale 1 |  |
| Repubblica Dominicana | 1 Il grado più alto all'interno della polizia è il maggiore generale. |                  |                  |                  |                     |                     |                     |                     |                     |  |